# آنا غوتيريز
آنا غوتيريز (بالإسبانية: Ana Gutiérrez)‏ هي لاعبة كرة قدم تشيلية، ولدت في 20 يونيو 1996 في سانتياغو في تشيلي.